# Periode 7-grundstof
Et periode 7-grundstof er et grundstof, der i det periodiske system er placeret i syvende række (periode) fra oven. Fælles for disse grundstoffer er, at atomerne har netop syv elektronskaller.
Periode 7 omfatter 32 grundstoffer med atomnumre 87-118 (inklusiv actiniderne):
- francium
- radium
- actinium
- thorium
- protactinium
- uran
- neptunium
- plutonium
- americium
- curium
- berkelium
- californium
- einsteinium
- fermium
- mendelevium
- nobelium
- lawrencium
- rutherfordium
- dubnium
- seaborgium
- hassium
- meitnerium
- darmstadtium
- røntgenium
- copernicium
- nihonium
- flerovium
- moscovium
- livermorium
- tennessin
- oganesson

| Kemi | Spire Denne artikel om kemi er en spire som bør udbygges. Du er velkommen til at hjælpe Wikipedia ved at udvide den. |